# Davor Marcelić
Davor Marcelić, né le 25 mai 1969, à Zadar, dans la république fédérative socialiste de Yougoslavie, est un joueur de basket-ball croate, évoluant au poste d'ailier.

## Carrière

### Universitaire
- 1987-1991 :  Southern Utah University (en) (NCAA)

### Clubs
- 1991-1992 :  Cibona Zagreb (1re division)
- 1992-1993 :  Maricom Miklavz (1re division)
- 1993-2000 :  Cibona Zagreb (1re division)
- 2000- fev.2002 :  Anwil Włocławek (1re division)
- 2002- 2002 :  Fortitudo Bologne (Lega A)
- 2002-2003 :  ASVEL Villeurbanne (Pro A)
- 2003-2004 :  KK Zadar (1re division)
- 2004-2005 :  Élan béarnais Pau-Orthez (Pro A)
- 2005-2006 :  Cibona Zagreb (1re division)
- 2007 :  Slovan Ljubljana (1re division)
- 2007-2009 :  KK Krka Novo Mesto (1re division)

## Palmarès
- Champion de Croatie en 1994, 1995, 1996, 1997, 1998, 1999, 2000 et 2006 avec le Cibona Zagreb
- Vainqueur de la coupe de Croatie en 1995, 1996 et 1999 avec le Cibona Zagreb
- Participe aux Jeux olympiques d'Atlanta avec l'équipe de Croatie
- Participe au championnat d'Europe de 1997 avec l'équipe de Croatie